# أماندا لير
أماندا لير (بالفرنسية: Amanda Lear)‏ هي مغنية فرنسية، وشاعرة غنائية، ورسامة، ومقدمة تليفزيونية، وممثلة، وعارضة أزياء سابقة. درست لير الفن في باريس وفي مدرسة سانت مارتن للفن في لندن أيضًا. بدأت مسيرتها المهنية عارضةً للأزياء في منتصف ستينيات القرن العشرين، ومن بين آخرين، استمرت كعارضة أزياء لكل من باكو رابان وأوسي كلارك. التقت الرسام الإسباني السريالي سلفادور دالي وبقيت أقرب صديقة ومصدر وحي له للسنوات الخمس عشرة التالية. ظهرت لير أول مرة للجمهور بصفتها عارضةً في غلاف ألبوم فرقة روكسي الموسيقية بعنوان فور يور بليجر في عام 1973. منذ منتصف سبعينيات القرن العشرين وحتى ثمانينياته، كانت ملكة بيع مليون ألبوم ديسكو، بشكل أساسي في قارة أوروبا وإسكندنافيا، ووقعت لأريولا ريكوردز. لاقت أول أربع ألبومات للير رواجًا شعبيًا، وصُنّفت ضمن أفضل عشرة في الجداول الأوربية، متضمنةً الألبوم الأفضل مبيعًا سويت ريفينج (1978). شملت أنجح أغانيها «بلود آند هوني»، و«تومورو»، و«كوين أوف شايناتاون»، و«فولو مي»، و«إنيغما (غيف مي أ بيت أوف اممم تو مي)»، و«ذا سفينكس»، و«فاشن باك».
في منتصف ثمانينيات القرن العشرين، نصبت لير نفسها إحدى الشخصيات الإعلامية الرئيسية في إيطاليا حيث نظمت العديد من العروض التليفزيونية الشائعة. رغم أن التلفزيون كان له الأولوية على النشاط الموسيقي، داومت على التسجيل، مجرّبةً أنواعًا أدبية مختلفة ومحاولةً تنشيط مهنتها بواسطة إعادة التسجيل وإعادة مزج الأغاني السابقة إلى مستويات متنوعة من النجاح. نمّت لير مهنة ناجحة في الرسم أيضًا، الذي لطالما وصفته بأنه ولعها الأكبر، وقدمت أعمالها بانتظام في صالات العروض عبر أوروبا وخارجها منذ بدايات ثمانينيات القرن العشرين. دوّنت أيضًا عددًا من السير الذاتية، تضمنت حياتي مع دالي.
منذ تسعينيات القرن العشرين، قسّمت وقتها بين الموسيقى، والتلفزيون، والأفلام، والرسم. رغم إطلاق الألبومات بانتظام، أخفقت في إحراز نجاح كبير في الجداول مع موسيقاها. ومع ذلك، بقيت مهنتها التلفزيونية نجومية ونظمت عروضًا تلفزيونية كثيرة في وقت ممتاز، خاصة في إيطاليا وفرنسا، وهي تظهر ضيفة في المسلسلات التلفزيونية بين الحين والآخر. أدت أيضًا أدوار تمثيل ودبلجة بشكل حر بالإضافة إلى إنتاج أفلام رئيسية. حتى الوقت الحاضر، يُزعم أنها باعت أكثر من سبعة وعشرين مليون أسطوانة على نطاق العالم. لير معروفة أيضًا على نحو واسع بأنها أيقونة لمثليي الجنس.

## نشأتها
إن أصول لير مبهمة، والمغنية نفسها تقدم معلومات مختلفة عنها وعن أصولها وتحتفظ بعام ولادتها سرًا حتى عن زوجها لأمد طويل. تشمل الحقائق المتنازع عليها تاريخ ومكان ولادتها، وجنسها عند الولادة، واسمي والديها وقوميتهما، وموقع نشأتها. تدعي بعض المصادر أن الثامن عشر من يونيو 1939 أو الثامن عشر من نوفمبر 1939 هو تاريخ ولادتها، لكن اختلف تحديد عام ولادتها، فقيل إنه كان 1941، و1946، و1950. في أثناء مقابلة صحفية مع الصحيفة الفرنسية ليبراسيون في عام 2010، عرضت لير هويتها الذاتية للصحفي، وقرأت: «وُلدت في الثامن عشر من نوفمبر عام 1950 في سايغون». ولكن اتضح أن هذا التاريخ ملفق، إذ أظهر الأرشيف العام أنها بدأت الجامعة في سبتمبر عام 1964،[بحاجة لمصدر] وتزوجت في ديسمبر عام 1965.
بالنسبة إلى مكان ولادتها، يبدو أن سايغون وهونغ كونغ البريطانية هما الأكثر مصداقية، لكن رُوّجت إشاعة مفادها أن أماكن مثل سنغافورة، وسويسرا، وحتى ترانسيلفانيا هي مكان ولادة المغنية أيضًا. يُذكر أنها الابنة الوحيدة لوالديها اللذين تطلقا في وقتٍ لاحق. أثبتت أغلب المصادر، التي شملت تصديق زواج لير في عام 1965 من مكتب تسجيل تشيلسي، أن والدها كان ضابطًا في الجيش الفرنسي (وقد يكون بريطاني الأصل). يبدو أن والدتها تمتلك أصولًا روسية آسيوية. في مقابلة عام 1976 مع كارمن توماس في برنامج تلفزيوني ألماني، أثبتت لير أن أباها بريطاني وأمها روسية وأن كلاهما توفي سابقًا. ومع ذلك، ادعت في ما بعد أن والدتها ذات أصل فرنسي.
تزعم لير أنها كبُرت في جنوب فرنسا وسويسرا. جمعت الحديث بالفرنسية والإنجليزية، وتعلمت الألمانية والإسبانية والإيطالية في مراهقتها، واستخدمت تعدد اللغات في حياتها الاحترافية. رحلت إلى باريس في نهاية المدرسة الابتدائية للدراسة في أكاديمية الفنون الجميلة، وذهبت بعد ذلك إلى مدرسة سانت مارتن للفن في لندن عام 1964.

## مسيرتها المهنية

### 1965–1974: حقبة عرض الأزياء وجولات لندن

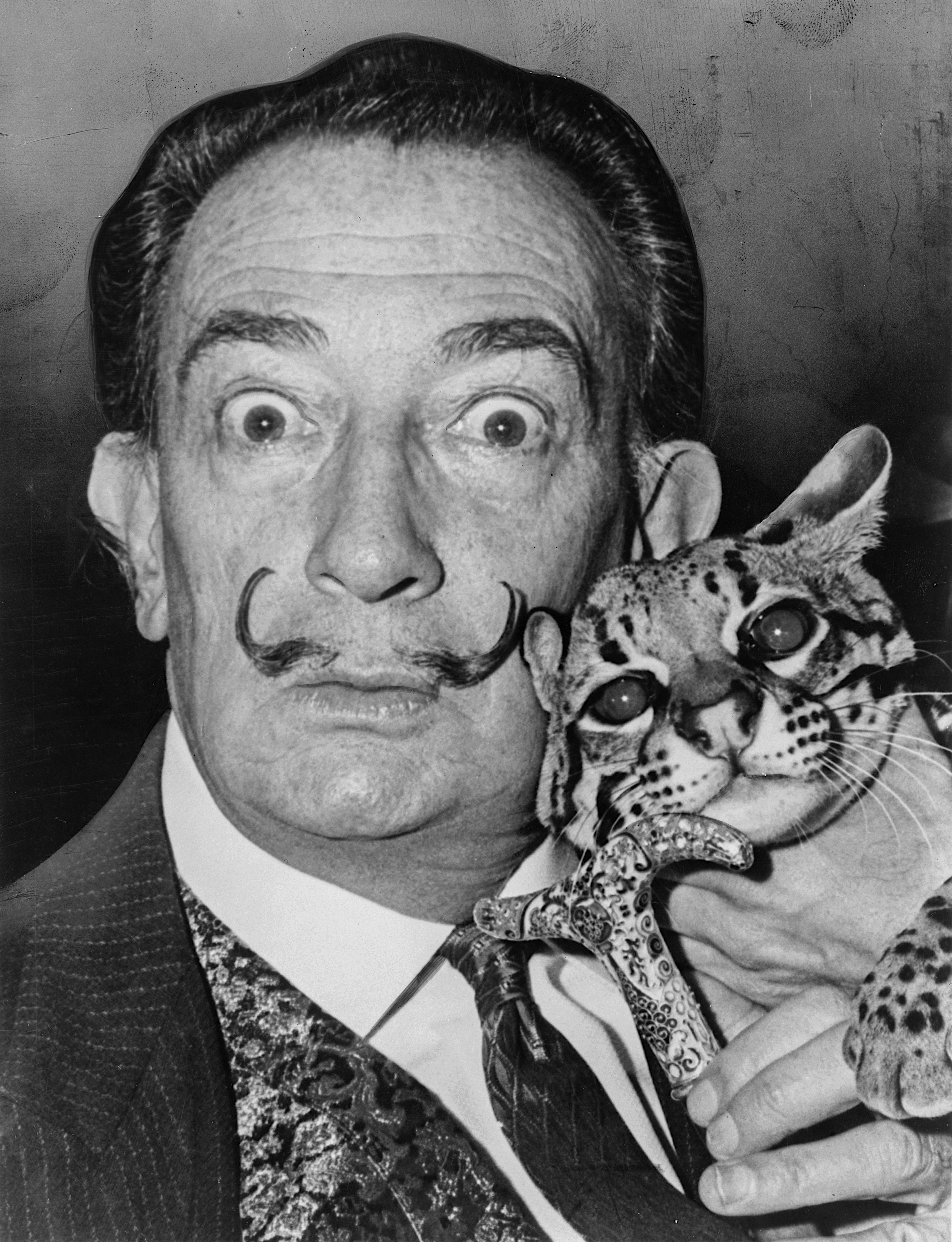
كان لسلفادور دالي تأثير بالغ في مهنة لير في مجال الرسم وفي حياتها الشخصية أيضًا

بعد العرض في مدرسة العارضة لوسي دوفارز (المعروفة باسم لاكي)، أُرسلت من جانب جيرالد نانتي إلى كارل لاغرفيلد، ثم إلى صانع أزياء في جان باتو. أماندا لير هي عارضة أزياء لممشى لاغرفيلد، وقد قابلت كاثرين هارلي، رئيسة شركة عرض الأزياء، التي قدمت لها عقدًا. عادت لير إلى باريس من أجل عملها الأول في عرض الأزياء واعتبرته واسطة لتمويل دراستها الفنية، وعملت لصالح النجم الصاعد باكو رابان.
تعرفت أماندا لير بصورة رسمية على الرسام الإسباني السريالي غير التقليدي سلفادور دالي في باريس. ذُهل دالي، الذي نصب نفسه بأنه الشقي المرعب في عالم الفن والذي كان في ذلك الوقت أكبر منها بأربعين عامًا، بمظهر لير ووجد فيها رفيقته الروحية. منذ ذلك الوقت، وصفت علاقتهما القريبة وغير الاعتيادية بأنها «زواج روحي»، وبقيت الصديقة الحميمة والأكثر قربًا لدالي خلال السنوات الست عشرة اللاحقة.
في المملكة المتحدة، شملت معارف لير الشخصية في ذلك الوقت جيمي هاندريكس، والبيتلز والرولينغ ستونز، ورفيقاتها من أفضل عارضات الأزياء تويغي، وباتي بويد، وأنيتا بالينبرغ. أصبحت لير تمضي كل صيف مع دالي في بيته في بورت ليغات في كاتالونيا وتصاحبه هو وزوجته في رحلات إلى برشلونة، ومدريد، وباريس، ونيويورك. كانت أيضًا جزءًا من أعماله الفنية، وتظهر في عدد من رسماته ولوحاته، من ضمنها حلم الهيبنوس (1965)، وفينوس في الفراء (1968)، وإنقاذ أنجليك من التنين. في أواخر عام 1966، بدأت بمواعدة برايان جونز الذي قابلته أول مرة قبل سنة عن طريق تارا براون. ألهمت علاقتهما ميك جاغر وكيث ريتشارز لكتابة مقطوعة «مِس أماندا جونز» من ألبوم بيتوين ذا باتنز، تلميحًا إلى الرومانسية بين جونز ولير حتى وُصفت بأنها «السيدة جونز».
كان مظهر لير مطلوبًا كثيرًا كما توقع هارلي تمامًا. بعد ظهورها لأول مرة، التقط هيلموت نيوتن، وتشارلز بول ويلب، وأنطوان جياكوموني صورًا لها لصالح مجلات مثل بو (1966)، ومستر (1966)، ولو نوفو كانديد (1966)، وسينيموند (1967)، وسكاندل، وماري فرانس، ونوفا، وديلي تلغراف، وستيرن، وبرافو. عرضت لير الأزياء لمصممي الموضة، ومن بينهم سان لوران وكوكو شانيل في باريس، وماري كوانت وأوسي كلارك وأنتوني برايس في لندن. بعد فترة من الزمن، انسحبت من مدرسة الفن إلى عرض الأزياء طوال الوقت، واستمرت بقيادة الحياة البوهيمية اللامعة في جولات لندن في الستينيات.
ظهرت لير في إعلانات كثيرة للعلامات التجارية الكبرى، وعرضت الملابس الداخلية لشانتيل، وعطر دتشيما التابع للشركة الفرنسية الفخمة روفيلون فرير. في عام 1967، لعبت دورًا غير أساسي في الفيلم الكوميدي الفرنسي نو جوي با أفيك ليه مارسيان. في عام 1969، أرادت لير وجونز العودة معًا لكن أمرهما لم يستمر بسبب فاجعة موت الموسيقي. خلال ذلك الوقت، أصبحت «من الأشخاص الذين يعيشون حياة المتعة والمشكوك في أخلاقهم في لندن»، واسمًا دخيلًا على حلقة الملاهي الليلية، وشخصًا دائم في أعمدة الإشاعة.
في عام 1971، عرضت لير أزياء مميزة في عدد الميلاد لمجلة فوغ بنسختها الفرنسية، التي حررها سلفادور دالي كليًا، وصوّرها ديفيد بيلي. أدت دورًا في مسرحية قصيرة المدة مع المغني بّي. جاي. بروبي في حانة إزلينغتون في لندن، وفي عام 1972، كان الظهور الأول لها على المنصة حين عرضت موسيقى روكسي وَلويد واتسون في مسرح رينبو في لندن في شهر أغسطس. التُقطت صورتها المعروفة على نحو واسع في فستان جلدي ضيق جدًا وهي تمسك مقود سيارة بلاك بانثر، وأصبحت غلافًا لألبوم فرقة موسيقى الروك الكلاسيكي فور يور بليجر، وقد وُصفت الصورة بأنها «معروفة أكثر من الألبوم نفسه». بعد الواجهة التي حصلت عليها في عالم الموسيقى من غلاف الألبوم، واصلت لير علاقتها الغرامية مع ديفيد بوي المتزوج لمدة سنتين وشوهدت في الأداء المباشر لأغنيته الناجحة «سورو» في العرض الموسيقي ذا 1980 فلور شو والذي أُقيم في شهر أكوبر من عام 1973، وتم بثه في نوفمبر من نفس العام كجزء من المسلسل التلفزيوني الموسيقي ذا ميدنايت سبيشال. شاركت لير بعد ذلك في متحف دالي، الذي افتُتح في بلدة الرسام الأصلية فيغيراس في سبتمبر عام 1974 من خلال صنع سلسلة من الفن التلصيقي لزخرفة أبواب المتحف، وقدّمت لها المجلة البريطانية تاتلر عرضًا لكتابة عمود إشاعة شهري.

### 1974-1983: حقبة الديسكو مع أريولا ريكوردز

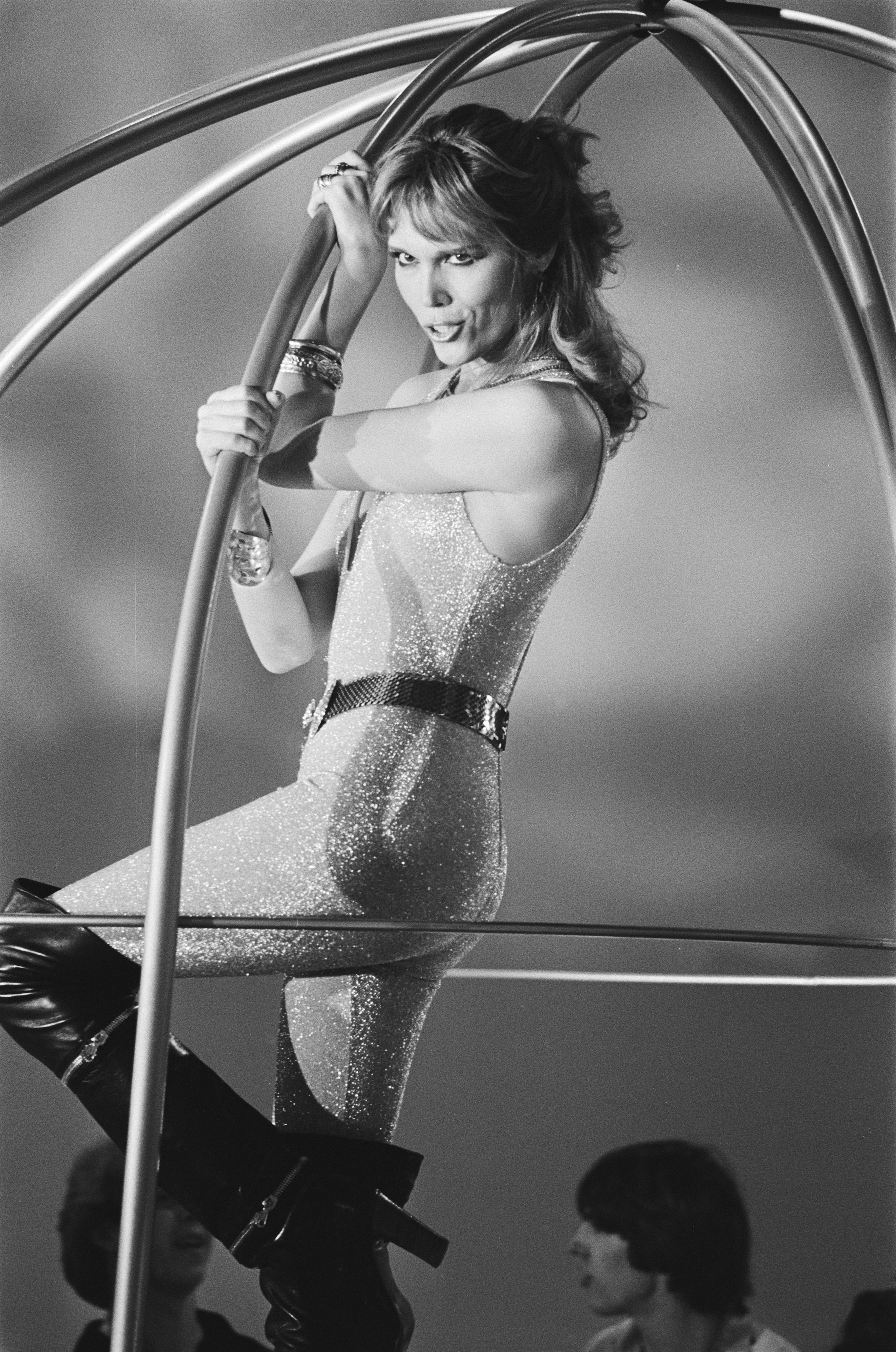
لير تؤدي الغناء في عرض تلفزيوني هولندي في قمة مهنتها الغنائية، 1978

في عام 1974، بعد التحرر من وهم تصميم الأزياء السطحية والتقليدية وتشجيعها من قبل حبيبها بوي، والدفع من أجل حصص الغناء والرقص، قررت لير بدء مسيرتها في مجال الموسيقا. حث باوي مدرب الصوت الهنغاري فلورنس ويز نوربرغ، الذي عمل معه أيضًا، وسجل الثنائي عقب ذلك مقطوعة تُسمى «ستار»، التي لم تصدر حتى الآن. أطلقت العلامة الثانوية كريول ريكوردز في المملكة المتحدة أغنيةَ لير المفردة «ترابل»، وهي أغنية مقلدة من موسيقى البوب روك الكلاسيكية لإلفيس بريسلي لعام 1958، لكنها لم تلقَ نجاحًا. صدرت نسخة باللغة الفرنسية للمقطوعة، «لا باغار»، عن شركة تسجيلات بولدور في فرنسا ورغم أنها لم تنجح هناك على حد سواء، أصبحت ناجحة قليلًا كأغنية ديسكو في ألمانيا الغربية في بداية عام 1976. أثارت المقطوعة اهتمام المغني والمؤلف والمنتج أنتوني مون وعلامة أريولا، التي قدمت لها عقدًا مدته سبع سنوات لتسجيل ستة ألبومات مقابل مبلغ من المال وصفته لير حينها بأنه «خيالي». سُجل أول ألبوم لها، آي آم أ فوتوغراف، في ميونيخ وأُصدر عام 1977، وقد لُحّنت أغلب الأغاني من قبل مون الذي واصل إنتاج أكثرية أعمالها في فترة الديسكو. شمل ألبوم أغنيتها الناجحة الأوربية الأولى «بلود آند هوني»، وأيضًا أغنيتها الإيطالية اللاحقة رقم 1، «تومورو»، والأغنيتين المقلدتين «ذيس بوتس آر ميد فور ووكين» لنانسي سيناترا و«بلو تانغو» لليروي أندرسون. كان ألبوم آي آم أ فوتوغراف خليطًا من أنماط اللاش ديسكو، والشلاغر، والكيتش، والكامب، وبلغ القمة بغناء لير العميق بالأسلوب نصف المحكي ونصف المغنّى ولهجتها الفرنجلية المتميزة، فكان ذلك دمجًا ناجحًا. احتوت النسخة الثانية آي آم أ فوتوغراف، التي شملت أيضًا الأغنية الألمانية الناجحة رقم 2 «كوين أوف شايناتاون»، إعلانًا مجانيًا مثبتًا تقف فيه لير عارية الصدر، وقد انتشرت هذه الصورة في الأصل في مجلة بلاي بوي.
في عام 1978، استمرت نجاحات لير في صنف الديسكو مع ألبوم سويت ريفينج الذي يكشف خليطًا من الأفكار حول حكاية الجنية فاوستن التي تروي قصة فتاة تبيع روحها للشيطان بسبب الشهرة والحظ، وفي ثأرها النهائي ردًا على عرض الشيطان تجد الحب الحقيقي. كانت الأغنية المنفردة الأولى «فولو مي» من ألبوم سويت ريفينج، المدعومة بصوت لير المميز العميق والسردي وفكرة الشيطان الرئيسية، ضربة نجاح ساحقة عاجلة. بلغت المرتبة الثالثة من ضمن قائمة أفضل الأغاني الفردية في ألمانيا الغربية وأيضًا في أفضل عشر أغاني في الكثير من البلدان الأوربية، وقد أصبح النغمة المميزة للير منذ ذلك الوقت.

## وصلات خارجية
- أماندا لير على موقع IMDb (الإنجليزية)
- أماندا لير على موقع ميتاكريتيك (الإنجليزية)
- أماندا لير على موقع روتن توميتوز (الإنجليزية)
- أماندا لير على موقع ألو سيني (الفرنسية)
- أماندا لير على موقع ميوزك برينز (الإنجليزية)
- أماندا لير على موقع أول موفي (الإنجليزية)
- أماندا لير على موقع أول ميوزيك (الإنجليزية)
- أماندا لير على موقع ديسكوغز (الإنجليزية)
- أماندا لير على موقع قاعدة بيانات الفيلم (الإنجليزية)
- أماندا لير على موقع كينوبويسك (الروسية)